# Yoel Ben Nun
Yoel Ben Nun (în ebraică:יואל בן נון, născut la 9 mai 1946 la Haifa) este un rabin sionist israelian,unul din fondatorii ieșivei Har Etzion și promotorul principal al așa numitei „Revoluții Biblice” în învățămantul religios sionist 

## Biografie
Rabinul dr.Yoel Ben Nun s-a născut în 1946 la Haifa în familia lui Dr.Yehiel Ben Nun și a soției sale, Shoshana, pedagogi și cercetători ai iudaismului și limbii ebraice. Fratele său, rabinul Elhanan Ben Nun, este rabinul așezării Shilo și directorul ieșivei Beit Orot.
Yoel Ben Nun a învățat la Ieșiva Merkaz Harav a rabinului Tzvi Yehuda Kook. Ca soldat în brigada de parașutiști rezerviști 55 a participat în cursul Războiului de Șase Zile  la luptele din Orașul Vechi al Ierusalimului  și Muntele Templului.     
În 1968 cu Hanan Porat, Ben Nun a apelat la rabinul Yehuda Amital și împreună au înființat ieșiva „Har Etzion” la Alon Shvut. Deja atunci la 23 ani, a predat la ieșivă și în paralel, a fost profesor în școli la Kfar Etzion și la Ofra, de asemenea a predat în cadrul cursurilor de perfecționare a călăuzelor Societății pentru Ocrotirea Naturii. Pe urmele rabinului Tzvi Yehuda Kook, el și Hanan Porat s-au orientat spre studiul Bibliei ebraice (Tanah) în ieșive, unde în trecut lecțiile se concentrau numai asupra Talmudului.
Activitatea sa de profesor și rabin in ieșivă, de asemenea in cadrul Colegiului Herzog etc a contribuit substanțial la ceea ce s-a numit „Revoluția Biblică” a publicului evreiesc național-religios.
După Războiul de Yom Kipur  Ben Nun a fost unul din fondatorii mișcării Gush Emunim. Întrunirea constitutivă a mișcării a avut loc în 1974 in casa sa din Elon Shvut. Vreme de mulți ani a fost membru al secretariatului lui Gush Emunim. În 1976 a urcat cu alți membri ai Gush Emunim în regiunea Samaria și a luat parte la fondarea așezării evreiești Ofra.
În anul 1985 a înființat școala Ulpaná de fete din Ofra și a condus-o vreme de un deceniu.În 1986 a înființat Buletinul religios pentru studii biblice  „Megadim” în cadrul Institutului de perfecționare a profesorilor de pe Muntele Har Etzion (în zilele noastre Colegiul Yaakov Herzog) 
În anul 1996 împreună cu Yaakov Shapira a creat Seminarul (Midrasha) „Yiud” în scopul pregătirii în cadrului Serviciului național a unor profesori de iudaism pentru școlile laice.În anii 2000-2006 a stat în fruntea ieșivei Hashiluv a organizatiei Hakibutz Hadati  - "Kibuțulul religios" din Eyn Tzurim. 
În anul 2008 a terminat lucrarea sa de doctorat la Universitatea Ebraică cu subiectul „Sursa dublă de inspirație și autoritate în învățătura rabinului Avraham Itzhak Hacohen Kook”

## Concepția sa
O parte însemnată din gândirea rabinului Ben Nun se axează pe Biblia ebraică - Tanah sau Mikrá și pe studiul ei. Mergând pe urmele lui Yehuda Elitzur el aspiră spre cristalizarea unor semnificații moderne ale cărților biblice și interpretarea lor literală.
A fost unul din purtătorii de cuvânt principali în polemica „Tanahul pe înțelesul tuturor”, în care a criticat pe rabinii de la Ieșiva de pe Muntele Har Hamor, susținând că personajele Bibliei trebuie privite ca oameni în carne și oase și nu ca îngeri din sferele înalte (Malahey Elion). Numai așa, a considerat el, se pot extrage semnificații valorice și morale din povestirile Patriarhilor. 
Ben Nun se ocupă și de Midreshey Hazal, învățăturile părinților iudaismului, mai ales de disputa principială dintre Rabbi Akiva și Rabi Ishmael, de asemenea de elaborarea unor comentarii originale a învățăturii Rabinului Avraham Itzhak Kook.
Rabinul Ben Nun a chemat la adaptarea rugăciunilor - ca de exemplu Zkhor Brit, Avinu Malkenu etc la viața contemporană.

## Activitatea și concepțiile sale politice
Asemănător cu concepțiile sale în domeniul studiului religios, și concepțiile sale politice sunt independente și originale. 
Opiniile sale, bazate pe vederea printr-o anumită prismă a trecutului poporului evreu, pun accentul pe nevoia de consens și prevenirea sciziunilor și a conflictelor fraterne în sânul poporului evreu. În acest context el se interesează de opinia publicului evreiesc general - mai ales a majorității laice - 
și încearcă să evite disputele cu acesta.
Rabinul Ben Nun a regretat într-un articol în revista „Nekuda” faptul că publicul coloniștilor evrei pe teritoriile palestiniene din Cisiordania și Fâșia Gaza aflate sub controlul Israelului după 1967 s-a mulțumit cu crearea de noi așezări dar nu a izbutit „să se așeze” în inimile conaționalilor și să ajungă la o cooperare cu ceilalți locuitori ai Israelului.      
Ben Nun s-a aflat între semnatarii „Convenției Kineret” care tindea să creeze un numitor comun între diversele curente de idei din publicul evreiesc din Israel.
După asasinarea primului ministru Itzhak Rabin Ben Nun a condamnat atmosfera care domnea în publicul național-religios înaintea asasinatului, și a declarat că posedă informații în legătură cu rabini care au formulat contra lui Rabin sentințe religioase de condamnare numite „Din Rodéf” și au legitimat actul crimei. În urma acestei luări de poziție a fost criticat cu asprime de o parte din coloniștii din Cisiordania, ceea ce l-a silit să părăsească Ofra și să se mute la Alon Shvut.
În 2002 la aniversarea a 20 ani de la evacuarea așezării Yamit din nordul Sinaiului, Ben Nun a chemat la negocieri și înțelegere între curentele politice din Israel, pentru a împiedica noi pierderi teritoriale.
Ben Nun a condamnat deconectarea Israelului de Fâșia Gaza și abandonarea așezărilor create de israelieni în acea zonă. În cazul distrugerii de către armata israeliană a clădirilor din așezarea evreiască evacuată Amona din zona Samaria, Ben Nun a criticat rezistența violentă a coloniștilor și a susținut că, chiar dacă democrația permite nesupunerea civilă față de autoritățile statului, tocmai Tora interzice aceasta credincioșilor.
În alegerile pentru parlament din martie 2006 și-a exprimat sprijinul pentru partidul laic de centru Kadima.   
În anul 2009 și-a anunțat sprijinul pentru partidul național-religios Habait Hayehudi (Vatra Evreiască).
Rabinul Ben Nun este preocupat și de alte subiecte actuale precum combaterea accidentelor de circulație, discrepanțele sociale și îmbunătățirea calității mediului înconjurător.
Între elevii săi se numără rabinul Yuval Cherlow și rabinul Yaakov Madan